# Seznam nagrad in nominacij, ki jih je prejela Kylie Minogue
To je seznam nagrad in nominacij, ki jih je prejela avstralska pevka Kylie Minogue.

## Film in televizija

### Logie Awards
Kylie Minogue je bila nominirana za devet nagrad Logie Awards; od tega jih je dobila sedem.
| Leto | Kategorija                                         | Delo                 | Rezultat   |
| ---- | -------------------------------------------------- | -------------------- | ---------- |
| 1990 | Najpopularnješi videospot                          | »Never Too Late«     | Osvojila   |
| 1989 | Najpopularnejša televizijska osebnost v Avstraliji | Sosedje              | Nominirana |
| 1989 | Najpopularnejši videospot v Avstraliji             | »Especially for You« | Nominirana |
| 1988 | Najpopularnjejša igralka v Avstraliji              | Sosedje              | Osvojila   |
| 1988 | Najpopularnejša televizijska osebnost v Avstraliji | Sosedje              | Osvojila   |
| 1988 | Najpopularnejša televizijska osebnost              | Sosedje              | Osvojila   |
| 1988 | Najpopularnejši videospot                          | »The Loco-Motion«    | Osvojila   |
| 1987 | Najpopularnejša igralka v Avstraliji               | Sosedje              | Osvojila   |
| 1987 | Najpopularnejši novi talent                        | Sosedje              | Nominirana |

### MTV Movie Awards
| Leto | Kategorija            | Delo                        | Rezultat   |
| ---- | --------------------- | --------------------------- | ---------- |
| 2002 | Najboljši cameo pojav | Zelena vila (Moulin Rouge!) | Nominirana |

## Glasba

### ARIA Hall of Fame
Organizacija ARIA Hall of Fame nagrajuje glasbenike, ki so bili za svoj prispevek h glasbi nagrajenimi že s certifikacijami, podeljenimi preko organizacije Australian Recording Industry Association (ARIA). Kylie Minogue je leta 2011 postala del te skupine in postala eden od sodnikov na podelitvi nagrad ARIA Music Awards.
| Leto | Delo | Nagrada           | Rezultat |
| ---- | ---- | ----------------- | -------- |
| 2011 | Ona  | ARIA Hall of Fame | Osvojila |

### ARIA Music Awards
Organizacija Australian Recording Industry Association (ARIA) vsako leto podeli nagrade Australian Recording Industry Association Music Awards. Kylie Minogue je bila za nagrado, ki jo je prejela šestnajstkrat, nominirana devetintridesetkrat.
| Leto | Delo                                                               | Kategorija                     | Rezultat   |
| ---- | ------------------------------------------------------------------ | ------------------------------ | ---------- |
| 1988 | »Locomotion«                                                       | Najbolje prodajan singl        | Osvojila   |
| 1989 | »I Should Be So Lucky«                                             | Najbolje prodajan singl        | Osvojila   |
| 1989 | Ona                                                                | Nagrada za posebne dosežke     | Osvojila   |
| 1990 | Ona                                                                | Nagrada za izstopajoče dosežke | Osvojila   |
| 1992 | Let's Get to It                                                    | Najboljša ženska ustvarjalka   | Nominirana |
| 1995 | Kylie Minogue                                                      | Najboljša ženska ustvarjalka   | Nominirana |
| 1995 | »Put Yourself In My Place«                                         | Najboljši videospot            | Osvojila   |
| 1996 | »Where the Wild Roses Grow« (skupaj z Nick Cave and the Bad Seeds) | Najboljše pop delo             | Osvojila   |
| 1996 | »Where the Wild Roses Grow« (skupaj z Nick Cave and the Bad Seeds) | Singl leta                     | Osvojila   |
| 1996 | »Where the Wild Roses Grow« (skupaj z Nick Cave and the Bad Seeds) | Pesem leta                     | Osvojila   |
| 1998 | Impossible Princess                                                | Album leta                     | Nominirana |
| 1998 | Impossible Princess                                                | Najboljša ženska ustvarjalka   | Nominirana |
| 1998 | Impossible Princess                                                | Najboljše pop delo             | Nominirana |
| 1998 | »Did It Again«                                                     | Singl leta                     | Nominirana |
| 1999 | »Cowboy Style«                                                     | Najboljša ženska ustvarjalka   | Nominirana |
| 2000 | »Spinning Around«                                                  | Najboljša ženska ustvarjalka   | Nominirana |
| 2000 | »Spinning Around«                                                  | Najboljše pop delo             | Osvojila   |
| 2001 | Light Years                                                        | Album leta                     | Nominirana |
| 2001 | Light Years                                                        | Najboljša ženska ustvarjalka   | Osvojila   |
| 2001 | Light Years                                                        | Najboljše pop delo             | Osvojila   |
| 2001 | Light Years                                                        | Najbolje prodajan album        | Nominirana |
| 2001 | »On a Night Like This«                                             | Singl leta                     | Nominirana |
| 2002 | Fever                                                              | Album leta                     | Nominirana |
| 2002 | Fever                                                              | Najboljša ženska ustvarjalka   | Nominirana |
| 2002 | Fever                                                              | Najboljše pop delo             | Osvojila   |
| 2002 | Fever                                                              | Najbolje prodajan album        | Osvojila   |
| 2002 | »Can't Get You Out of My Head«                                     | Najbolje prodajan singl        | Osvojila   |
| 2002 | »Can't Get You Out of My Head«                                     | Singl leta                     | Osvojila   |
| 2002 | Ona                                                                | Nagrada za izstopajoče dosežke | Osvojila   |
| 2003 | »Come into My World«                                               | Najboljša ženska ustvarjalka   | Nominirana |
| 2003 | »Come into My World«                                               | Najboljše pop delo             | Nominirana |
| 2004 | Body Language                                                      | Najboljša ženska ustvarjalka   | Nominirana |
| 2005 | »I Believe in You«                                                 | Najboljša ženska ustvarjalka   | Nominirana |
| 2005 | »I Believe in You«                                                 | Najboljše pop delo             | Nominirana |
| 2006 | Kylie: Showgirl                                                    | Najboljši glasbeni DVD         | Nominirana |
| 2008 | X                                                                  | Najboljša ženska ustvarjalka   | Nominirana |
| 2008 | X                                                                  | Najboljše pop delo             | Nominirana |
| 2010 | Aphrodite                                                          | Najboljša ženska ustvarjalka   | Nominirana |
| 2010 | Aphrodite                                                          | Najboljše pop delo             | Nominirana |

### Australian Commercial Radio Awards
| Leto | Kategorija                           | Delo | Rezultat |
| ---- | ------------------------------------ | ---- | -------- |
| 2003 | Najbolje plačan avstralski glasbenik | -    | Osvojila |

### Australian DVD Awards
| Leto | Kategorija             | Delo            | Rezultat   |
| ---- | ---------------------- | --------------- | ---------- |
| 2006 | Najboljši glasbeni DVD | Kylie Showgirl  | Nominirana |
| 2003 | Najboljši glasbeni DVD | KylieFever 2002 | Osvojila   |
| 2002 | Najboljši glasbeni DVD | Live in Sydney  | Osvojila   |

### Australian Entertainment Mo Awards
| Leto | Kategorija                          | Delo | Rezultat   |
| ---- | ----------------------------------- | ---- | ---------- |
| 2004 | Ambasadorka avstralskega šovbiznisa | -    | Nominirana |
| 2003 | Ambasadorka avstralskega šovbiznisa | -    | Osvojila   |
| 2003 | Nastopajoči glasbenik v živo leta   | -    | Osvojila   |

|-
|}

### Australian Video Music Awards
| Leto | Kategorija                     | Delo             | Rezultat |
| ---- | ------------------------------ | ---------------- | -------- |
| 2003 | Izbira glasbenega nastopa leta | Kylie Fever 2002 | Osvojila |

### Bravo Awards
| Leto | Kategorija                | Delo | Rezultat |
| ---- | ------------------------- | ---- | -------- |
| 2004 | Izstopajoč prispevek popu | -    | Osvojila |

### American Choreography Awards
| Leto | Kategorija          | Delo        | Rezultat   |
| ---- | ------------------- | ----------- | ---------- |
| 2004 | Najboljši videospot | »Chocolate« | Nominirana |

### BRIT Awards
Nagrade BRIT Awards vsakoletno podeluje organizacija British Phonographic Industry. Kylie Minogue je bila do zdaj nominirana za trinajst nagrad in prejela tri.
| Leto | Delo                                   | Kategorija                                            | Rezultat   |
| ---- | -------------------------------------- | ----------------------------------------------------- | ---------- |
| 1989 | Ona                                    | Najboljša mednarodna ženska ustvarjalka               | Nominirana |
| 1995 | Ona                                    | Najboljša mednarodna ženska ustvarjalka               | Nominirana |
| 2001 | Ona                                    | Najboljša mednarodna ženska ustvarjalka               | Nominirana |
| 2002 | »Kids« (skupaj z Robbiejem Williamsom) | Najboljši britanski videospot                         | Nominirana |
| 2002 | Fever                                  | Najboljši mednarodni album                            | Osvojila   |
| 2002 | Ona                                    | Najboljša mednarodna glasbenica                       | Osvojila   |
| 2002 | Ona                                    | Best Pop Act                                          | Nominirana |
| 2004 | Ona                                    | Najboljša mednarodna ženska ustvarjalka               | Nominirana |
| 2005 | Ona                                    | Najboljši mednarodni samostojni ustvarjalec           | Nominirana |
| 2008 | X                                      | Mednarodni album                                      | Nominirana |
| 2008 | Ona                                    | Mednarodna ženska samostojna ustvarjalka              | Osvojila   |
| 2010 | »Can't Get You Out of My Head«         | Najboljši glasbenik z več kot tridesetimi uspešnicami | Nominirana |
| 2011 | Ona                                    | Mednarodna samostojna glasbenica                      | Nominirana |

### BT Digital Music Awards
Nagrade BT Digital Music Awards od leta 2001 vsako leto podelijo v Združenem kraljestvu. Kylie Minogue je bila zaenkrat nominirana za štiri in prejela dve nagradi.
| Leto | Delo                                                    | Kategorija                     | Rezultat   |
| ---- | ------------------------------------------------------- | ------------------------------ | ---------- |
| 2008 | Ona                                                     | Ustvarjalec leta               | Nominirana |
| 2008 | Kylie Konnect Arhivirano 2009-08-30 na Wayback Machine. | Najboljša inovacija            | Osvojila   |
| 2008 | Ona                                                     | Najboljši pop ustvarjalec      | Osvojila   |
| 2010 | Kylie.com                                               | Najboljša uradna spletna stran | Nominirana |

### British TV Awards
| Leto | Kategorija                          | Delo              | Rezultat |
| ---- | ----------------------------------- | ----------------- | -------- |
| 2002 | Najboljša reklama iz kinematografov | Agent Provocateur | Osvojila |

### Capital FM Awards
| Leto | Kategorija                              | Delo                           | Rezultat |
| ---- | --------------------------------------- | ------------------------------ | -------- |
| 2002 | Najboljša mednarodna ženska ustvarjalka | -                              | Osvojila |
| 2002 | Najboljši mednarodni singl              | »Can't Get You out of My Head« | Osvojila |

### Cyprus Music Awards
Kylie Minogue je bila zaenkrat nominirana za dve nagradi Cyprus Music Awards.
| 2012 | Najboljša vrnitev | Ona | - | 2012 | Najboljši ustvarjalec iz starih časov | Ona | Še neznan rezultat |

### Dutch Edison Awards
| Leto | Kategorija | Delo                           | Rezultat |
| ---- | ---------- | ------------------------------ | -------- |
| 2002 | Singl leta | »Can't Get You out of My Head« | Osvojila |

### Elle Style Awards
| Leto | Kategorija                     | Delo | Rezultat |
| ---- | ------------------------------ | ---- | -------- |
| 2008 | Ženska leta                    | -    | Osvojila |
| 2005 | Nagrada za življenjske dosežke | -    | Osvojila |
| 2002 | Ženska leta                    | -    | Osvojila |

### German Bravo Awards
| Leto | Kategorija               | Delo                              | Rezultat |
| ---- | ------------------------ | --------------------------------- | -------- |
| 1988 | Nagrada bronasti Otto    | -                                 | Osvojila |
| 1989 | Nagrada bronasti Otto    | -                                 | Osvojila |
| 2002 | Nagrada zlati Otto Award | -                                 | Osvojila |
| 2003 | Nagrada Otto             | Izstopajoč prispevek k pop glasbi | Osvojila |

### German BAMBI Award
| Leto | Kategorija   | Delo                           | Rezultat |
| ---- | ------------ | ------------------------------ | -------- |
| 2001 | Vrnitev leta | »Can't get you out of my head« | Osvojila |

### Nagrade revijeGlamour
| Leto | Kategorija       | Delo | Rezultat |
| ---- | ---------------- | ---- | -------- |
| 2009 | Ustvarjalec leta | -    | Osvojila |
| 2009 | Ženska leta      | -    | Osvojila |

### Grammyji
Nagrade grammy podeljuje državna akademija umetnosti snemanja in znanosti (National Academy of Recording Arts and Sciences). Kylie je bila za nagrado zaenkrat nominirana petkrat, prejela pa je eno.
| Leto | Delo                  | Kategorija                         | Rezultat   |
| ---- | --------------------- | ---------------------------------- | ---------- |
| 2003 | »Love at First Sight« | Najboljše plesno delo              | Nominirana |
| 2004 | »Come Into My World«  | Najboljše plesno delo              | Osvojila   |
| 2005 | »Slow«                | Najboljše plesno delo              | Nominirana |
| 2006 | »I Believe In You«    | Najboljše plesno delo              | Nominirana |
| 2009 | X                     | Najboljši elektronski/plesni album | Nominirana |

### Zlata kamera (Nemčija)
| Leto | Delo                              | Kategorija | Rezultat |
| ---- | --------------------------------- | ---------- | -------- |
| 2008 | Najboljši mednarodni glasbeni akt | -          | Osvojila |

### Golden Rose Awards
| Leto | Kategorija        | Delo            | Rezultat   |
| ---- | ----------------- | --------------- | ---------- |
| 2004 | Najboljši koncert | Money Can't Buy | Nominirana |

### GQ Awards
| Leto | Kategorija            | Delo | Rezultat |
| ---- | --------------------- | ---- | -------- |
| 2001 | Usluge človeški vrsti | -    | Osvojila |

### Italian Dance Awards
| Leto | Kategorija                       | Delo                           | Rezultat   |
| ---- | -------------------------------- | ------------------------------ | ---------- |
| 2002 | Najboljša plesna glasbenica      | -                              | Osvojila   |
| 2001 | Najboljša mednarodna ustvarjalka | -                              | Osvojila   |
| 2001 | Najboljši album                  | Fever                          | Nominirana |
| 2001 | Najboljša pesem                  | »Can't Get You out of My Head« | Osvojila   |
| 2001 | Najboljši videospot              | »Can't Get You out of My Head« | Osvojila   |

### Ivor Novello Awards
| Leto | Kategorija                        | Delo                                 | Rezultat   |
| ---- | --------------------------------- | ------------------------------------ | ---------- |
| 2004 | Najboljša pesem                   | »Slow«                               | Nominirana |
| 2004 | Mednarodna uspešnica leta         | »Slow«                               | Nominirana |
| 2003 | Največkrat izvajano delo          | »Love at First Sight«/»In Your Eyes« | Nominirana |
| 2002 | Najboljši mednarodni singl        | »Can't Get You out of My Head«       | Osvojila   |
| 2002 | Najboljše plesno delo             | »Can't Get You out of My Head«       | Osvojila   |
| 2002 | Največkrat predvajana pesem leta  | »Can't Get You out of My Head«       | Osvojila   |
| 2002 | Najbolje prodajan britanski singl | »Can't Get You out of My Head«       | Nominirana |

### London DanceStar Awards
| Leto | Kategorija                                       | Delo                           | Rezultat |
| ---- | ------------------------------------------------ | ------------------------------ | -------- |
| 2002 | Pesem, največkrat vključena na glasbeno lestvico | »Can't Get You Out of My Head« | Osvojila |

### Music Industry Trusts' Award
Leta 2007 je Kylie Minogue postala prva ženska glasbenica, nagrajena z nagrado Music Industry Trust Award.
| Leto | Kategorija                                       | Delo | Rezultat |
| ---- | ------------------------------------------------ | ---- | -------- |
| 2007 | »Univerzalno priznan status ikone popa in stila« | -    | Osvojila |

### Music Week Creative & Design Awards
| Leto | Kategorija              | Delo   | Rezultat |
| ---- | ----------------------- | ------ | -------- |
| 2004 | Najboljši pop videospot | »Slow« | Osvojila |

### MTV Asia Awards
| Leto | Kategorija                   | Delo                           | Rezultat   |
| ---- | ---------------------------- | ------------------------------ | ---------- |
| 2002 | Najboljša ženska ustvarjalka | -                              | Nominirana |
| 2002 | Najboljši videospot          | »Can't Get You out of My Head« | Nominirana |

### MTV Europe Music Awards
| Leto | Kategorija                   | Delo  | Rezultat   |
| ---- | ---------------------------- | ----- | ---------- |
| 2003 | Najboljša ženska ustvarjalka | -     | Nominirana |
| 2003 | Najboljša pop ustvarjalka    | -     | Nominirana |
| 2002 | Najboljši album              | Fever | Nominirana |
| 2002 | Najboljša ženska ustvarjalka | -     | Nominirana |
| 2002 | Najboljši pop akt            | -     | Osvojila   |
| 2002 | Najboljši plesni akt         | -     | Osvojila   |

### MTV Video Music Awards
| Leto | Kategorija                  | Delo                           | Rezultat   |
| ---- | --------------------------- | ------------------------------ | ---------- |
| 1990 | Mednarodna izbira gledalcev | »Better the Devil You Know«    | Nominirana |
| 1998 | Mednarodna izbira gledalcev | »Did It Again«                 | Osvojila   |
| 2002 | Najboljša koreografija      | »Can't Get You out of My Head« | Osvojila   |
| 2002 | Najboljši plesni videospot  | »Can't Get You out of My Head« | Nominirana |
| 2002 | Mednarodna izbira gledalcev | »Can't Get You out of My Head« | Nominirana |

### Much Music Video Awards
| Leto | Kategorija                     | Delo                           | Rezultat   |
| ---- | ------------------------------ | ------------------------------ | ---------- |
| 2002 | Najboljši mednarodni videospot | »Can't Get You out of My Head« | Nominirana |

### NME Awards
Nagrade NME Awards vsako leto podeli revija New Musical Express (NME). Kylie Minogue, ki je bila zaenkrat nominirana za štiri nagrade, je prejela dve.
| Leto | Delo                           | Kategorija                       | Rezultat   |
| ---- | ------------------------------ | -------------------------------- | ---------- |
| 2002 | Ona                            | Najboljši pop akt                | Osvojila   |
| 2002 | »Can't Get You Out of My Head« | Najboljši singl                  | Nominirana |
| 2002 | Ona                            | Najboljši samostojni ustvarjalec | Nominirana |
| 2008 | Ona                            | Najprivlačnejša ženska           | Osvojila   |

### NRJ Music Awards (Francija)
| Leto | Kategorija                              | Delo                           | Rezultat   |          |
| ---- | --------------------------------------- | ------------------------------ | ---------- | -------- |
| 2008 | NRJ-jeva nagrada časti                  | -                              | Osvojila   |          |
| 2004 | Najboljša plesna pesem                  | »Slow«                         | Osvojila   |          |
| 2003 | Najboljša mednarodna ženska ustvarjalka | -                              | Nominirana |          |
| 2003 | Najboljša glasbena spletna stran        | Kylie.com                      | Nominirana |          |
| 2002 | Najboljša mednarodna pesem              | »Can't Get You out of My Head« | -          | Osvojila |

### Q Awards
| Leto | Kategorija | Delo     | Rezultat |
| ---- | ---------- | -------- | -------- |
| 2007 | Q-jev idol | Osvojila |          |

### Silver Clef Nordhoff Robbins
| Leto | Kategorija         | Delo | Rezultat |
| ---- | ------------------ | ---- | -------- |
| 2001 | Mednarodna nagrada | -    | Osvojila |

### Smash Hits Awards
| Leto | Kategorija                     | Delo                           | Rezultat   |
| ---- | ------------------------------ | ------------------------------ | ---------- |
| 2005 | Nagrada za življenjske dosežke | -                              | Osvojila   |
| 2001 | Najboljša ženska ustvarjalka   | -                              | Nominirana |
| 2001 | Najboljši singl                | »Can't Get You out of My Head« | Nominirana |

### TMF Awards
| Leto | Kategorija                     | Delo   | Rezultat |
| ---- | ------------------------------ | ------ | -------- |
| 2004 | Najboljši mednarodni videospot | »Slow« | Osvojila |

### Top of the Pops Awards
| Leto | Kategorija        | Delo                           | Rezultat   |
| ---- | ----------------- | ------------------------------ | ---------- |
| 2002 | Najboljša turneja | KylieFever                     | Osvojila   |
| 2001 | Najboljši pop akt | -                              | Nominirana |
| 2001 | Najboljša turneja | On a Night Like This Tour      | Osvojila   |
| 2001 | Najboljši singl   | »Can't Get You out of My Head« | Osvojila   |

### Variety Club of Great Britain Awards
| Leto | Kategorija                          | Delo | Rezultat |
| ---- | ----------------------------------- | ---- | -------- |
| 2002 | Osebnost iz zabavne industrije leta | -    | Osvojila |

### Virgin Media Music Awards
| Leto | Kategorija   | Rezultat |
| ---- | ------------ | -------- |
| 2009 | Legenda leta | Osvojila |

### UK CADS Awards
| Leto | Kategorija          | Delo                 | Rezultat |
| ---- | ------------------- | -------------------- | -------- |
| 2003 | Najboljši videospot | »Come Into My World« | Osvojila |

### UK Creative and Design Awards
| Leto | Kategorija                    | Delo                           | Rezultat |
| ---- | ----------------------------- | ------------------------------ | -------- |
| 2002 | Najboljši pop videospot       | »Can't Get You out of My Head" | Osvojila |
| 2002 | Najboljši videospot leta 2001 | »Can't Get You out of My Head« | Osvojila |

### World Music Awards
| Leto | Kategorija                                | Delo | Rezultat |
| ---- | ----------------------------------------- | ---- | -------- |
| 2002 | Najbolje prodajan avstralski umetnik leta | -    | Osvojila |
| 1991 | Najbolje prodajan avstralski umetnik leta | -    | Osvojila |